# Elisabeth Kübler-Ross
Elisabeth Kübler-Ross, född 8 juli 1926 i Zürich, Schweiz, död 24 augusti 2004 i Scottsdale, Arizona, var en schweizisk-amerikansk psykiater, författare och pionjär inom arbetet med svårt sjuka och döende samt i forskningen kring döende. Kübler-Ross är upphovsman till Kübler-Ross-modellen, som delar in döendet i fem faser.

## Biografi
Under andra världskriget tog hon som tonåring del i flyktinghjälpsarbetet i Zürich och besökte senare även dödslägret i Majdanek. Hon tog läkarexamen vid universitetet i Zürich 1957. Hon kom till USA 1958 där hon vidareutbildade sig till psykiater. 
Elisabeth Kübler-Ross började sitt arbete omkring döden och döendet som psykiater på ett sjukhus i New York. Hon arbetade där för att humanisera vården av svårt sjuka och döende. Kübler-Ross arbete kom så småningom att alltmer handla om den så kallade "nära-döden-upplevelsen" och hon ska ha intervjuat tusentals patienter med livshotande tillstånd för att kartlägga deras upplevelser i närheten av döden. 

### Kübler-Ross-modellen
Kübler-Ross-modellen säger att när en person står inför förestående död eller andra extrema, fruktansvärda öden (som personen ser det), så kommer han eller hon att uppleva en rad känslomässiga faser: förnekelse, ilska, förhandling, depression och acceptans. Denna hypotes presenterade Kübler-Ross i boken On Death and Dying (1969), som var inspirerad av hennes arbete med döende patienter. 

### Senare engagemang i dödsfrågor
Under senare delen av sitt yrkesverksamma liv blev Kübler-Ross alltmer inriktad på rent andliga frågor och arbetade som föreläsare och workshop-ledare för att hjälpa människor att komma över det hon kallade ouppklarade problem ("unfinished business"). Hon deltog också i debatten omkring hiv och aids. Hon skapade inte hospice-vården, men hon var en stark förespråkare for denna typ av vård i livets slutskede. 
I sitt omfattande intervjuarbete kunde Kübler-Ross inte ungå att stöta på mängder av berättelser om "nära-döden-upplevelser", något som hon benämnde  "Astral projektion". Hon föreläste och deltog i debatten även på detta område, som av etablerad vetenskap brukar förklaras som hallucinationer orsakade av syrebrist i hjärnan och kring vilket andra teorier brukar katalogiseras som parapsykologi.

### Sista år

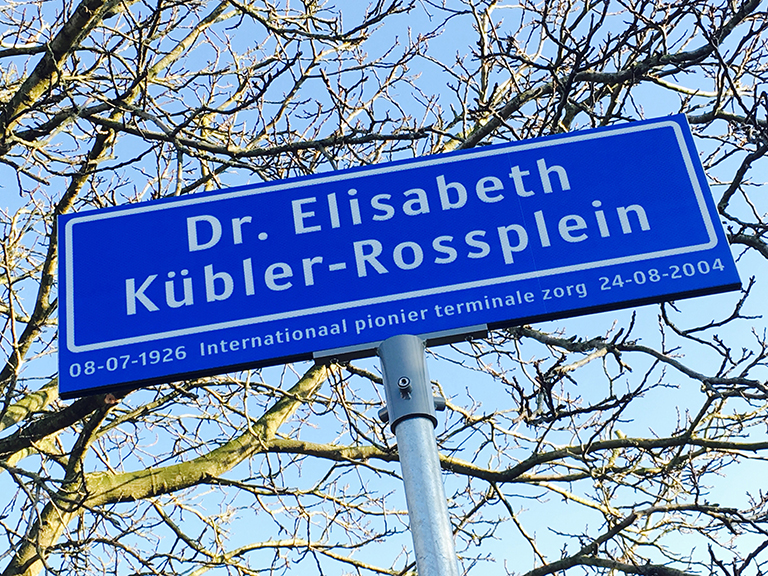
En gata döptes efter Kübler-Ross i Nederländerna där hon startade det första hospicet i det landet.

1997 reste Oprah Winfrey till Arizona för att intervjua Elisabeth Kübler-Ross och utforska om hon själv upplevde de fem stadierna av sorg. I juli 2001 reste hon till Schweiz för att fira sin 75-årsdag med sina tre trillingsystrar. Efter attackerna den 11 september tog Time Magazine henne till New York City för att potentiellt täcka stadens kollektiva sorgeprocess. Under de sista åren av sitt liv skrev Kübler-Ross tre sista böcker: The Real Taste of Life, Life Lessons och On Grief and Grieving, med två av dessa verk skriven tillsammans med David Kessler. Under de sista nio åren av hennes liv tjänade hennes son Ken Ross som hennes vårdare. Från 2002 till augusti 2004 bodde hon på ett vårdhem under hospice och tillbringade sina sista dagar där.

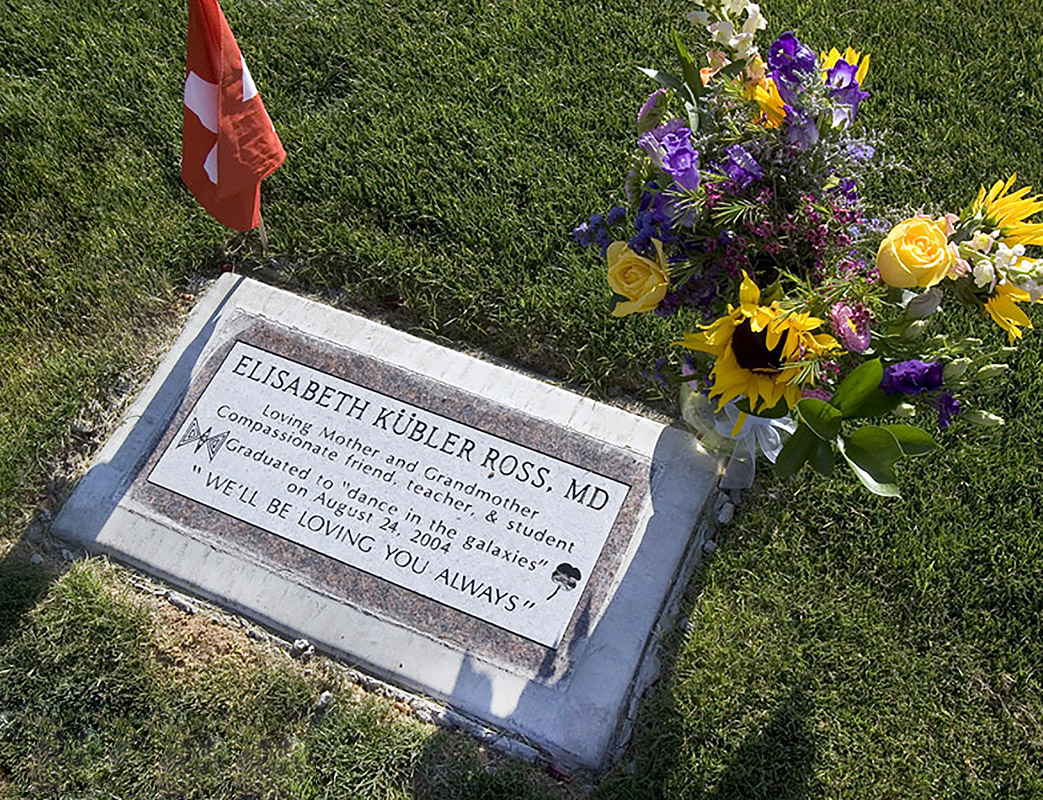
Elisabeth Kübler-Ross gravsten, Arizona

Hennes egen död vid 78 års ålder kom efter år av kraftlöshet efter ett antal hjärnblödningar med sin början nio år tidigare. Hon ska ha uttryckt bitterhet över att hon dels inte hunnit klart sitt arbete och över att hon sedan länge accepterat att dö. Delvis förlamad förklarade hon i en intervju år 2002: "Jag sa till Gud igår kväll att han är en jävla prokrastinator." 
Efter Elisabeths bortgång delade Muhammad Ali sina reflektioner över hennes liv i boken Tea With Elisabeth sa ""Elisabeth lärde oss att självförverkligande är en viktig del av att förstå meningen med livet... Det är inte en slump... att kvinnan som undervisade oss så mycket om döden och att dö som en process var verkligen livets kampanj.”
År 2005 grundade hennes son, Ken Ross, Elisabeth Kübler-Ross Foundation i Scottsdale, Arizona. Varumärket "Elisabeth Kübler-Ross", tillsammans med alla associerade upphovsrätter och andra varumärken associerade med Kübler-Ross, hanteras och kontrolleras av hennes barn genom Elisabeth Kübler-Ross Family Limited Partnership.